# Navalla d'Occam

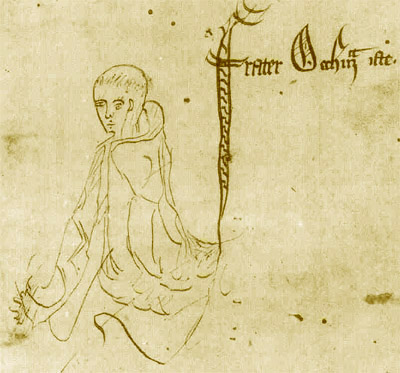
Guillem d'Occam

La navalla d'Occam o navalla d'Ockham és un principi metodològic i filosòfic atribuït al frare franciscà Guillem d'Occam, lògic del segle xiv, que forma la base del mètode reduccionista segons el qual «en igualtat de condicions, l'explicació més simple sol ser la més probable». Això implica que quan dues teories en igualtat de condicions tenen les mateixes conseqüències, la teoria més simple té més probabilitats de ser correcta que la complexa.

## Versions
En l'actualitat, és enunciat com segueix: entia non sunt multiplicanda praeter necessitatem ('les entitats no s'han de multiplicar més enllà de la necessitat'), però és absent en les seves obres. Aquesta frase en particular es deu a John Punch. De fet, la contribució d'Occam rau a restringir el funcionament d'aquest principi en les qüestions relacionades amb els miracles i el poder de Déu: així, en l'eucaristia, una pluralitat dels miracles és possible, simplement perquè li agrada a Déu.
La versió d'Isaac Newton pot ser més ben entesa:
| «              | Hem d'admetre només aquelles causes de les coses naturals que siguen vertaderes i suficients per explicar la seva aparició. | » |
| — Isaac Newton | |   |

Segons l'ús modern, "vertader" pot significar "ben establert".
El principi és també expressat com a Entia non sunt multiplicanda praeter necessitatem, o "Els ens no s'han de multiplicar sens necessitat", però aquesta sentència va ser escrita per autors posteriors i no pot ser trobada en els seus escrits que ens han arribat. Occam escrigué en llatí Pluralitas non est ponenda sine neccesitate, que traduït al català literalment vol dir: 'La pluralitat no es pot donar per sabuda sens necessitat'.
Dave Beckett de la Universitat de Kent a Canterbury escrigué: "La regla medieval de l'estalvi, o principi de l'economia, freqüentment usat per Occam, passà a anomenar-se la navalla d'Occam".
La navalla d'Occam també ha estat anomenada economia de postulats, o principi de la simplicitat, i KISS (Keep it simple stupid) ('Fes-ho ben simple, estúpid'). Un altre proverbi que expressa aquesta idea, i que se sent sovint a les escoles de medicina, és "Quan sentis renillar, pensa en cavalls, no en zebres".
Una altra variant és l'Espasa de Thargola de Nightfall, un curt conte d'Isaac Asimov i Robert Silverberg: "We must drive a sword through any hypothesis that is not strictly necessary", és a dir: 'Hem de tallar amb l'espasa qualsevol hipòtesi que no sigui estrictament necessària'.

## La ciència i la navalla d'Occam
La navalla d'Occam ha esdevingut un principi bàsic del mètode científic. És important de fer notar que és un argument heurístic, que no aporta necessàriament respostes correctes. Sovint, diferents hipòtesis són igual de simples i la navalla d'Occam no expressa cap preferència en aquests casos.
Per exemple, després d'una tempesta, us adoneu que un arbre ha caigut. Basat en l'evidència d'"una tempesta", i "un arbre caigut", una hipòtesi racional podria ser "la tempesta ha tombat l'arbre". Aquesta hipòtesi només necessita una suposició, és a dir, que un fort vent ha tombat l'arbre, i això és més versemblant que pas que l'hagi tombat un bòlid o un elefant. La hipòtesi que "l'arbre ha estat tombat per alienígenes de 200 metres d'alçada" implicaria moltes suposicions addicionals, com ara la vertadera existència d'alienígenes, llur capacitat i voluntat de fer viatges interestel·lars, llur capacitat de fer caure arbres amb intenció o sense, i la biologia que els permet de vagarejar per la gravetat terrestre fent 200 metres d'altitud. En conseqüència, la primera hipòtesi és preferible.
La navalla d'Occam no és equivalent a la idea que la perfecció és la simplicitat. Albert Einstein tenia això al cap quan escrigué el 1933 que "el suprem propòsit de tota teoria és fer irreductibles els elements bàsics tant com sia possible sense haver d'abandonar la representació adequada d'una dada simple de l'experiència", sovint parafrasejat com "les teories haurien de ser tan simples com sia possible, però no més simples". Hom ha simplificat massa la navalla d'Occam dient que "l'explicació més simple és la millor" (o la "vertadera").

## L'estadística i la navalla d'Occam
Hi ha diferents autors que obtenen la navalla d'Occam de la teoria de les probabilitats, i l'apliquen a la inferència estadística, i també diferents criteris per penalitzar la complexitat en la inferència estadística. Escrits recents suggereixen una connexió entre la navalla d'Occam i la complexitat de Kolmogórov.
Un dels problemes amb la formulació original del principi és que només s'aplica a models amb la mateixa potència d'explicació (per exemple: preferir el més simple dels models igualment bons). Una forma més general de la navalla d'Occam pot ser obtinguda de la inferència bayesiana i del model bayesià de comparació, que pot ser usat per a comparar models que no acomoden les dades igualment bé. Aquests mètodes poden optimitzar el balanç entre la complexitat i la potència del model.

## La religió i la navalla d'Occam
En la filosofia de la religió, la navalla d'Occam, a vegades, ha estat usada per a frustrar arguments per a l'existència de Déu; cap d'aquests postulats ha estat considerat definitiu, perquè les suposicions assumides no han estat definides de manera precisa. També hauria d'afegir-se que el principi és només una guia cap a la teoria millor basada en coneixements corrents, no la "veritat".
En tot cas, malgrat que la navalla d'Occam (i, en general, la filosofia d'Occam) nega alguns arguments de l'existència de Déu (per exemple, els de Duns Escot), no hi ha cap dubte que Occam és creient convençut i que, amb un o altre argument, defensa clarament l'existència de Déu i la pràctica de la religió.
Precisament, la intenció d'Occam sembla separar la religió de la filosofia, per tal que aquesta primera, desfeta del "pes" de la metafísica, pugui avançar en tota la seva puresa, i que (Occam ho veia així) la fe sigui l'únic argument en què es basi el creient per tal de mantenir la teoria i la pràctica religioses.

## La idea de Guillem d'Occam i altres pensadors
Guillem potser es va inspirar en altres pensadors. Per exemple: el Llibre V de la Física d'Aristòtil postula que "la natura opera en el camí més curt possible".
Galileu satiritzà notablement la navalla d'Occam en el seu Diàleg. El principi és representat en el diàleg per Simplicio.
El punt de vista que Galileu presenta irònicament és que si un vol començar des del nombre menor d'ens, un podria considerar l'alfabet com l'ens fonamental; aleshores, un podria certament construir el coneixement humà complet amb l'alfabet.
Afegint una altra capa d'ironia, molts dels moderns científics i matemàtics proposen seriosament que els ens bàsics podrien ser els "bits d'informació", per exemple els dígits del codi binari, en tal cas els ens de William d'Occam podrien ser vists com a anuncis de la lògica de George Boole i la moderna computació.
Per ventura deguda a l'abstrusa naturalesa del lògic medieval, i a la foscor de les metes de Guillem d'Occam com a teòleg i lògic, la discussió i aplicació de la navalla d'Occam és sovint plena d'ironies.

## Controvèrsia en la parsimònia de la navalla d'Occam
La navalla d'Occam no implica la negació de l'existència de cap tipus d'entitat, ni tan sols és una recomanació que la teoria més simple siga la més vàlida. El seu sentit és que a igualtat de condicions, siguen preferides les teories més simples. Altra qüestió diferent seran les evidències que donen suport a la teoria. Així doncs, d'acord amb aquest principi, una teoria més simple però menys correcta no hauria de ser preferida a una teoria més complexa però més correcta.
No obstant això, per al filòsof Paul Newall, el punt principal que fa que la navalla d'Occam siga de poca ajuda, si no explícitament entorpidora, és que les conseqüències d'afegir-hi entitats addicionals són impossibles d'establir a priori. Ja que la ciència mai finalitza, sempre estem en la posició "abans" i mai arribem a la posició "després", que segons Niels Bohr era l'únic moment en el qual es podria introduir la navalla d'Occam, la qual cosa, òbviament, ja no és de cap ajuda per a jutjar per endavant una teoria.

## Antinavalles d'Occam

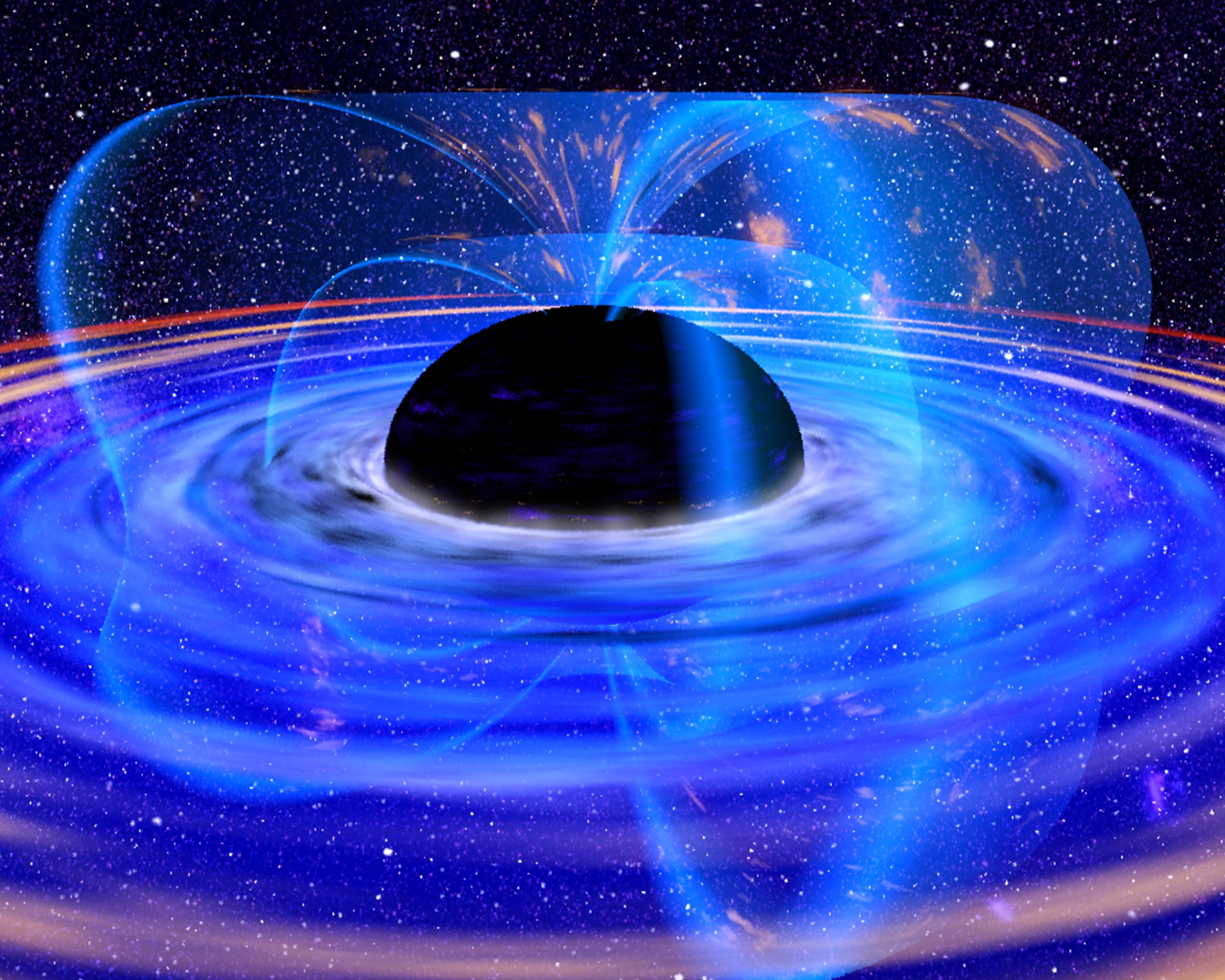
Visió d'un artista d'un forat negre amb disc d'acreció

La navalla d'Ockham s'ha trobat amb multitud d'oposicions per part de qui l'han considerada massa extrema o imprudent.
El filòsof Walter of Chatton va ser contemporani de William d'Occam i va qüestionar la navalla d'Occam i l'ús que William d'Occam en va fer. Com a resposta, va aportar la seua pròpia antinavalla:
| « | Si tres coses no són suficients per a verificar una proposició afirmativa sobre les coses, una quarta ha de ser afegida, i així successivament. | » |

Altres filòsofs que també van crear antinavalles van ser Leibniz (1646–1716), Immanuel Kant (1724–1804), i Carl Menger (1902-1985). La versió de l'antinavalla de Leibniz va prendre la seua forma en el principi de plenitud, que estableix que:
| « | Tot el que siga possible que ocórrega, ocorrerà. | » |

Leibniz argumentava que l'existència del millor de tots els mons possibles confirmaria genuïnament cada possibilitat, i va postular en la seua Teodicea que aquest millor de tots els mons possibles contindria totes les possibilitats, sense que la nostra experiència finita poguera qüestionar racionalment la perfecció de la natura.
Aquest mateix principi de plenitud es troba present en el concepte de multivers, en la teoria dels universos múltiples o universos paral·lels del físic nord-americà Hugh Everett, teories considerades com a científiques. El recent descobriment de l'energia fosca, una mena de quintaesència que es podria atribuir al moviment dinàmic d'un camp escalar, ha permés als físics Lauris Baum i Paul Frampton, autor aquest el 1974 del primer llibre sobre teoria de cordes, formular l'existència d'una nova entitat —contràriament al que la navalla d'Occam argumentaria—, l'energia fantasma, la qual donaria lloc a un model cíclic de l'univers, en el qual l'entropia de l'univers decreixeria fins a zero, un model ja suggerit per Albert Einstein, que explicaria per què el valor de la constant cosmològica és diversos ordres de magnitud inferior al que prediu la teoria del big-bang, inventada pel sacerdot catòlic Georges Lemaître, malgrat ser la comunament consensuada per la comunitat científica. Recentment, alguns científics han qüestionat fins i tot una de les assumpcions principals de la física, el supòsit que les constants universals siguen realment constants i les seues implicacions. En l'any 2009, es va llançar el satèl·lit Planck, que podria permetre inferir quina teoria és més adequada.
Per al filòsof David Kellogg Lewis, considerat un dels filòsofs analítics més importants del segle xx i proponent del realisme modal, existeix un nombre infinit de mons causalment aïllats i el nostre n'és tan sols un. Per a Lewis, la navalla d'Occam, aplicada a objectes abstractes com conjunts, és o bé dubtosa per principi o simplement falsa.
Kant també va sentir la necessitat de moderar els efectes de la navalla d'Occam, creant així la seua pròpia antinavalla en la seua Crítica de la raó pura:
| «                      | La varietat d'éssers no hauria de ser ximplement disminuïda. | » |
| — Immanuel Kant, 1781. |                                                              |   |

Karl Menger va trobar els matemàtics massa parsimoniosos pel que fa a les variables, de manera que va formular la seua Law Against Miserliness ('llei contra els agarrats'), que va prendre aquestes dues formes:
| «                    | * Les entitats no han de ser reduïdes fins al punt d'inadequació. - Es va fer amb menys el que requereix més. | » |
| — Karl Menger, 1962. | |   |

Fins i tot Albert Einstein també va aportar la seva pròpia antinavalla d'Occam:
| «                        | "Amb prou feines es pot negar que l'objectiu suprem de tota teoria és convertir els elements bàsics en simples i simplificar-los en nombre com sigui possible, però sense haver de rendir-se a l'adequada representació d'una només dada de l'experiència. Simple, però no més simple. | » |
| — Albert Einstein, 1934. | |   |